# 藤田倭

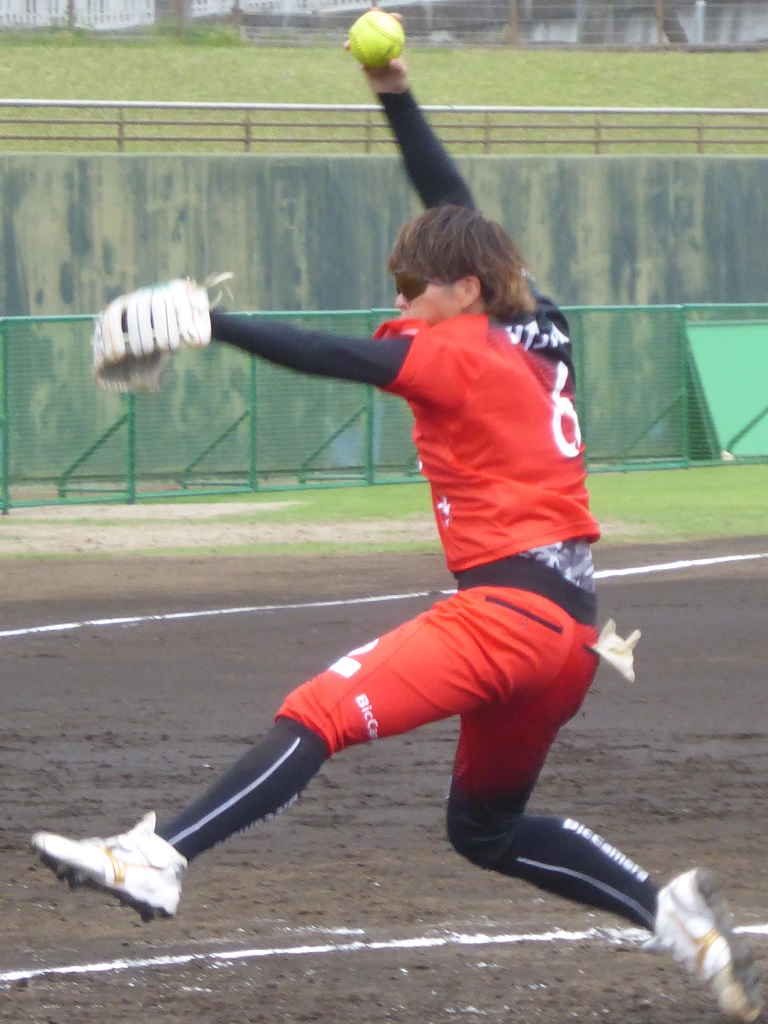
藤田のピッチング (2024年)

藤田 倭（ふじた やまと、1990年12月18日 - ）は、大阪府出身の女子ソフトボール選手（投手）。ビックカメラ高崎ビークイーン所属。ソフトボール日本代表。2021年開催の東京オリンピック金メダリスト。投打の二刀流選手。

## 経歴
出生地は大阪府だがまもなく長崎県佐世保市に転居した。5歳の時に兄の影響でソフトボールを始めた。小学校時代は佐世保中央リトルリーグに所属した。佐世保市立崎辺中学校から、ソフトボールの強豪である佐賀女子短期大学付属佐賀女子高等学校にスカウトを受けて進学。高校では1年生で高校総体優勝、2年生からは国体でエースとして2連覇を果たした。
高校卒業後、2009年に太陽誘電に入団。投手でありながらそのパワーに強打者としての可能性を見出した監督の山路典子に勧められ二刀流を開始。しかしリーグ戦2年間でわずか1勝、打率も一割台となかなか結果が出ず、投手に専念した3年目の2011年に6勝（7敗）を上げ頭角を現すと、再度二刀流に挑戦した2014年に12勝3敗で最多勝。本塁打数で4位、打点も3位の成績を上げる。さらに2016年、投打に活躍し投手として最多勝（14勝）、打者として本塁打王（8本）・打点王（20打点）と前人未踏の投打3冠を果たしMVPを獲得。投打二刀流としてソフトボール界の大谷翔平と称された。なお、翌2017年にも最多勝（13勝4敗）を獲得している。
2012年より日本代表に選出され、第13回世界女子ソフトボール選手権では42年ぶりとなる日本の金メダルを獲得に貢献。その後も世界選手権に3回、アジア大会にも2014年、2018年と連続出場を果たし、上野由岐子と並ぶ「日本の二枚看板」と評価されている。
2021年、太陽誘電を退団し、ビックカメラ高崎に移籍。同年3月には東京オリンピック日本代表に選出された。大会では投手として2試合で8回2失点、打者としては初戦から3試合連続本塁打に加え、決勝戦でも貴重な追加点となる適時打を放つなど大会最多の3本塁打7打点と活躍し、日本代表の金メダル獲得に貢献した。

## 詳細情報

### 日本リーグ個人表彰
- 2014年 - 最多勝利投手賞（12勝3敗）
- 2016年 - 最高殊勲選手賞、最多勝利投手賞（14勝4敗）、本塁打王（8本）、打点王（20打点）
- 2017年 - 最多勝利投手賞（13勝4敗）

### JDリーグ個人表彰
- 2022年 - [東]最多打点賞（33点）、[東]ベストナイン（指名選手）
- 2024年 - [東]最多本塁打賞（11本）、[東]ベストナイン（指名選手）

### 背番号
- 27（2009 - 2020）
- 6（2021 - ）